# 男女7人秋物語
『男女7人秋物語』（だんじょしちにんあきものがたり）は、1987年10月9日から同年12月18日にかけて、TBS系列で毎週金曜日21:00 - 21:54（JST）に放送されたテレビドラマであり、前年にヒットした『男女7人夏物語』の続編でもある。

## 概要
キャストは今井良介（明石家さんま）、神崎桃子（大竹しのぶ）、大沢貞九郎（片岡鶴太郎）のみ夏物語から据え置き、他のメンバーは入れ替えた。浅倉千明（池上季実子）はロンドンに転勤した設定で、夏物語のラストには付き合って結婚の約束までした貞九郎は独り者に戻っている。野上君章（奥田瑛二）は中国に転勤し恋人である沢田香里（賀来千香子）も同伴、椎名美和子（小川みどり）は結婚し幸せに暮らしている設定。

## 制作
- 当初は軽井沢を舞台に物語を描く予定だったが、出演者のスケジュールの都合で川崎になった[1]。最高視聴率は36.6%。ドラマは夏物語のオープニングと同じように、良介が寝ていたベッドに違う人間（今回は山下真司演じる高木俊行）が寝ており、良介がベランダに出て電話をかけるシーンから始まる。踏切で桃子が良介にしがみ付いて泣くシーンなどは、名シーンとして語り継がれている。
- 1988年4月1日には、男女7人（さんま、大竹、岩崎、鶴太郎、山下、手塚理美、岡安由美子）が再び集結し「さんちゃんしーちゃんなんでもトーク」が放送され、出演者の裏話的なトークが披露された。
- タイトルは夏物語と同じく「男女7人」だが、実際には柳葉敏郎、麻生祐未を加えた「男女9人」での恋愛ドラマが繰り広げられた。なお、大竹しのぶは前夫服部の死後3か月でこのドラマの撮影に挑んでいる[2]。

### 劇中のロケ地等
- 沖中美樹（岩崎）が経営する荒三丸のシーンなど、鶴見の国道駅周辺でロケが多く行われていた。歌手の岩崎宏美が俳優としてレギュラー出演した数少ない連続ドラマとなる。
- 良介（さんま）と桃子（大竹）が、いつも偶然に出会う地下街は川崎アゼリアでロケが行われており、最終話の夜の歩道のシーンもアゼリアを出た近くの歩道で行われた。良介の名セリフ「もう遅いねや」は、正しくは「桃子…、遅いよ。もう遅い」（第7話）。地下街アゼリアから市街へでる階段で撮影された。
- 良介が通勤に使っていた日本カーフェリー（後のマリンエキスプレス）川崎 - 木更津便が話題となり、ドラマとの相乗効果で乗降客が増加したが、東京湾アクアラインの完成により1997年12月17日をもって廃止された。

### 主題歌に関して
- 主題歌は森川由加里の『SHOW ME』で、夏物語の主題歌である石井明美の『CHA-CHA-CHA』に続き、こちらも大ヒットした。ドラマのクライマックスでは毎回、『SHOW ME』のイントロが流れ、演出に一役買っている。2018年10月6日より放映された創味食品のCMではさんまがサビを「ソーミー・ソーミー・創味シャンタン」や「だ～しまろ酢」と替え歌を歌い上げる様も話題になった[3]。

### エピソード
- 作中、貞九郎と千明のツーショット写真、千明から電話が掛かってくる[注 1]、野上と香里の後日談、物語後半には桃子が美和子の家へ行くなどストーリーが展開されるが、夏メンバーの出演は桃子、良介、貞九郎以外なかった。
- さんまが第4話の撮影が終了したあと調髪をしたが、スタッフの確認ミスでその後追加撮影を行った。このため第4話でバーからお好み焼き屋に場面が変わると良介（さんま）の髪の毛が短くなり、次の貞九郎の部屋の場面では再び長くなる等の不自然な展開となった[4]。
- 岩崎は本格的な連続ドラマのレギュラーが初めてだったため、セリフ覚えなどに苦戦したが、セリフを覚えようとしている中、さんまが競馬のレースの馬を選ぶために岩崎に「好きな番号を言って」と言うなどやたらと絡んだため、岩崎に「あっち行って」と言われたと振り返っている[5]。
- さんまと岩崎のキスシーンについて、当時から気心知れた仲ではあったものの岩崎は嫌がっており、噂になるのが嫌だったというのに加え、「さんまさん歯が出てて、私アゴが出てるから、それで2人とも血だらけになるんじゃないかとか…」と語った[6]。

### 主演同士の結婚
- このドラマの放送後に製作されたゴールデンコンビ（さんま・大竹）の映画『いこかもどろか』公開直後、実生活でも愛を育んでいた二人が結婚した（のちに離婚。ふたりの間に生まれたのはIMALU）。また、本作から10年後、同じスタッフ・同じコンセプト（役どころは異なるものの、中年になった良介というコンセプト）のドラマ『その気になるまで』が日曜劇場で放送され、さんま、手塚が出演した。

## ストーリー
マイケル・ジャクソンのツアーに同行、それを書くことでノンフィクションライターとして売り出す夢を持って神崎桃子が渡米して1年。いつしか彼女から恋人・今井良介への連絡も途絶えていた。
マイケルジャクソンは来日したのに桃子ちゃんは帰ってこないよねと友人の大沢貞九郎にからかわれる始末だ。
その貞九郎は浅倉千明とはうまくいかず別れ、その後、千明は海外勤務していた。貞九郎は当時と同じく結婚式場で働いている。椎名美和子はお見合い結婚して家庭におさまっていた。野上君章は中国転勤となり、沢田香里がその後を追い、当時の仲間は今井と貞九郎だけになっていた。
同じ旅行代理店でツアーコンダクターとして働く今井は川崎市に転勤、海外勤務となった先輩宅の留守を頼まれて木更津にある先輩宅(一軒家)へと越してきていた。
通勤で使うフェリーの中、1年ぶりに桃子に再会する良介。「どうでもいいけど、帰ってきたなら帰ってきたって連絡くらいしてもいいんちゃうの」。平気なふりを装って桃子に言う良介。その桃子には、恋人らしき横山健という男性の連れがいた。
失意の良介。「俺たちは新しい恋をするのが一番」と貞九郎に励まされ、貞九郎と、学生時代の友人で現在は行政機関で体育の講師をしている高木と共に、かつての時のように合コンへと出かける良介。
相手は親の後を継ぎ、釣り漁船店を経営し、自らが海に出て対応する、さっぱりした性格の沖中美樹。チケットショップで働く、美人でスラリとしているが、優柔不断で何事もなかなか決められない小泉ひかる。親の不仲で振り回され、寂しさを抱え、男性をとっかえひっかえして遊び回り、後始末をいつも美樹に頼んでくる、建設関連企業の研究室勤務である島村一枝。
誰もが色っぽく男性の扱いに長けている島村一枝に惹かれ、男3人のアタックが始まる。一方、良介は美樹と意気投合して、釣り漁船に乗せてもらう約束をしていながら、横山健と桃子とまた再会したその夜、一枝に会ってしまい、失意の中で一夜を共にしてしまう。
一枝がそれを美樹に告げ、怒りまくり、「バカヤロー！」と電話で良介を一喝する美樹。不思議なことに、それで良介と美樹の関係は近づくのだった。一枝は高木にもアプローチを欠かさない。しかし、良介との一夜のことを貞九郎に知らされた高木は一枝を拒絶、変わり身の早い彼は小泉ひかるへとアタックし始める。
一枝の寂しさを理解して、温かく見守る貞九郎。わがままの限りを尽くしながら、一枝もまた貞九郎といるとほっとするのだった。桃子を忘れ、美樹と向き合っていこうとする良介。近づいてくる桃子にも「もう遅いねや」ときっぱり伝える。しかし良介と桃子とはあちこちで再会してしまう。昔のことが蘇り、楽しい時間があることで良介は揺れ続ける。一枝に邪魔されたり、桃子の影に怯えながらも良介とうまくやっていこうと頑張る美樹。
桃子は渡米先で急病になり、献身的に看病してくれたのが横山だったが、彼が次に病に倒れた時に放っておけず、「私には待っててくれている人がいるんだから」と言いながら看病し、いつしか横山と恋仲になってしまったという経緯があった。
その横山の母親は依存的な性格で、桃子は休みの度に横山の実家に通い、すぐにあちこちが痛いと騒ぐ母親のサポートをせねばならなかった。すまないと言いながら母親を突き放せず、桃子に苦労をかける横山。彼もまた良介の存在を恐れつつ、桃子に甘えていた。
一枝はある日、自分が捨てた男から会社前で中傷のビラをまかれ、会社の人間たちから無視されたり冷たい扱いをされることになる。必死に頑張る一枝。彼女に振り回されながらも、友情を捨てきれない美樹は一枝を励まし続ける。
桃子がある時、「病院に一緒に来てほしい」と良介に言いにやってくる。付き添わされた場所は産婦人科。なんでそんなところに俺がついていかなあかんのや！と激昂しながらも、心配で一緒に行ってしまう良介。妊娠しているかもしれないと受診したが、それは間違いだった。「もし赤ちゃんができていたら、あなたと本当にさよならしないといけないと思うと」と嗚咽する桃子。良介はいつしか桃子を抱きしめていた。
「桃子ちゃんは勝手すぎるよ」と貞九郎には言われ、「あんたこそ不誠実」と一枝にもすさまじい勢いで詰め寄られ、美樹が自暴自棄な行動をとったことで「おまえらのせい」と高木にも責められたが、「俺はあいつとおったらおもろいねん」とその非難を受けとめる良介。
貞九郎にも変化が起きていた。小泉ひかるの同僚の工藤波子という美女から猛アプローチを受け、腰が引けていたが、波子が本気だったことを知り、勇気を出して波子に会いに行った。
高木は小泉ひかるへのアプローチが成功して、ふたりはつきあっていた。驚くことに、優柔不断なひかるが彼といると、はっきりとものが言えて、物事をきっぱり決められる態度へと変わり、周囲を驚かせるのだった。
良介と桃子がようやく一緒に住もうとした時にも非難は免れなかった。そんな時に桃子には、大阪出張の話が訪れる。「こんな時に！」とふたりは大喧嘩になるが、桃子は大阪に行ってしまうのだった。それは彼女が周囲の非難に打ちひしがれた末の行動でもあり、良介はそれもわかっていた。
帰宅後、桃子は貞九郎づてに沖中美樹からの伝言を告げられる。「あなたの気持ちはそんなものだったのか」という厳しいメッセージだったが、本当に愛し合うふたりは離れちゃいけないのよという温かさのこもったメッセージでもあった。
再会する良介と桃子。「もうお前を離さへんのや」。ふたりはしっかりと抱き合うのだった。

## キャスト

### 主要人物
- 今井良介 - 明石家さんま

ツアーコンダクター。グリーントラベル川崎支店係長。貞九郎のマンションで目覚めて久しぶりに再会した高木にうんざりする。木更津の一戸建てに海外に行っている先輩に頼まれて2年間住んでいる。合コンのあと、帰宅するフェリーの中で桃子と再会する。5話で桃子に美樹が好きと宣言。6話で桃子の帰国をずっと待っていたが手紙もよこさなかったと桃子を責める。8話で桃子に泣きつかれ気持ちが揺れはじめる。9話で「世界で一番好きや。健と別れてこい」と告白。正月休みに先輩一家が帰ってくるため家出してきた桃子の行き場がなくなるので貞九郎の前のアパートに住む算段をする。帰京する桃子と入れ違いに香港に出張。アパートに引っ越してすぐ大阪出張する桃子に声を荒げるが、電話で出版が決まったことを報告されると安堵し、西葛西の駅に迎えに行く。美樹に別れの挨拶に行き、桃子と落ち合う。
- 神崎桃子 - 大竹しのぶ

渡米して出会った健と帰国後、川崎のマンションで同棲している。木更津に住む健の母親の神経痛が痛むたび、木更津に呼び出されている。良介との再会後、最初は強がっていたが徐々に良介への思いを抑えられなくなり、8話では良介を産婦人科での妊娠検査につきあわせ、妊娠していないとわかると「永久にさよなら言うなんてやだもん」と泣きだし良介と抱き合う。10話で健のマンションを飛び出し、子供と実家に帰っている美和子の家に身を寄せたりホテルを転々とする。原稿が認められ大阪に出張。アパートに引っ越したものの再び大阪出張し「夢が大事」と言う。健に別れの挨拶に行き、良介と落ち合う。
- 沖中美樹 - 岩崎宏美

横浜市鶴見区で釣船屋魚卸商「荒三丸」を営みながら妹の品子と2人暮らし。明るくさっぱりとした性格。釣船屋の客の紹介で良介たちと出会う。一度は断るがひかる一枝の勧めで野球場で待ち合わせする。美術学校志望だったが三浪して家を継いだ。ひかる一枝とは予備校時代からの付き合い。5話で一枝に良介が好きと宣言。9話で桃子を呼び出し「別れない」と宣言。10話で良介に別れをつげられ釣り船でお台場に逃走し、品子や一枝を心配させる。良介の家に料理を作りに行き「別れない」と宣言。一枝と二人のアパートに押し掛け「私のほうが好きだった」と叫ぶが貞九郎を通じて「好きな人と一緒にいなきゃ駄目」と伝える。最後に会いにきた良介に「あなたに会えて良かったと告げて笑顔で別れる。
- 大沢貞九郎 - 片岡鶴太郎

良介・俊行の友人。結婚式場フロアマネージャー。あだ名は「不死身の貞」。「夏物語」で交際した千明のためにマンションを購入したが、振られて一人暮らし。マンションは良介と俊行のたまり場になっている。会社の上司の紹介で美樹に電話をかけ合コンにこぎつける。5話で千明と電話。波子に好かれると疑い戸惑う。結果、お見合い結婚する波子を引き留められなかったが、美樹の言葉で発奮し、再び電話して復縁する。
- 高木俊行 - 山下真司

良介・貞九郎の友人。35歳。都庁体育部勤務。真面目な体育会系だが仕切りたがりで良介たちを振り回す。15回もお見合いをしているが、理想が高く結婚できない。当初一枝に交際を申し込むが、良介と関係したと知ると幻滅してひかるを誘う。写真につられお見合いをしたが好きな男がいると断られる。その後ひかると付き合いはじめ、わがままな彼女に頭があがらない男になる。
- 島村一枝 - 手塚理美

美樹・ひかるの友人。川崎の近くの風洞研究室に勤務している。色っぽい印象の美人で男性達から人気があるが、それがもとでかつて交際した男性から嫌がらせを受けるなどのトラブルも受けるが、嫌がらせに屈する事のない芯の強い面がある。浮気性の父親を見て育ったため、男を振り回すことで復讐している。6話で美樹と付き合いはじめた良介の家に押し掛け泊まり美樹に報告して怒らせる。9話で別れた男に会社前で中傷ビラをまかれる。桃子の話を聞き、美樹に「何があっても別れてはダメ」と忠告する。美樹に別れ話をしにきた良介に激怒し食ってかかる。美樹に味方し、良介と桃子を責めるが、美樹から別れる気持ちを聞いて受け入れる。
- 小泉ひかる - 岡安由美子

美樹・一枝の友人。チケットセンターの受付。優柔不断な面があったが、俊行と交際を始めてからは、はっきり我が儘を言える性格になる。
- 横山健 - 柳葉敏郎

桃子の交際相手。デンバーで食あたりで倒れた桃子を仕事をキャンセルして看病する。アトランティックシティで病気で倒れお礼に訪ねてきた桃子に看病してもらう。帰国後、桃子と同棲を始めるが母親の介護をさせるなど横暴な一面がある。桃子が家出すると良介に帰ってきたと嘘をつく。最後に会いにきた桃子を無言で無視する。

### その他
- 工藤波子 - 麻生祐未

チケットセンターのひかるの後輩。貞九郎を気に入り、ついてまわる。浦和から貞九郎のマンションに通い料理を作る。10話でお見合いを薦められていると話し婚約するが、貞九郎に引き留めてほしかったと告白する。
- 沖中品子(美樹の妹) - 堀江しのぶ

美樹の妹。良介のことで一喜一憂する姉をからかう。良介と別れて傷心の姉に代わって働き、船の間に足を挟まれる大怪我をする。見舞いに来た桃子に逆上して追い返す。
- コインランドリーの客 - 横内直人

「夏物語」でコインランドリーで遭遇した桃子と良介に対して威圧的な態度を取った男性客。第7話で良介と桃子に再会。現在は自動車会社に就職した事を報告し、良介と桃子に名刺を渡した。

## スタッフ
- 脚本 - 鎌田敏夫
- 音楽 - SHAKATAK
- 演出 - 生野慈朗、清弘誠
- 主題歌 - 森川由加里『SHOW ME』（ファンハウス）
- プロデューサー - 武敬子、山本典助
- 制作 - テレパック、TBS

## 放送日程
| 各話                                                       | 放送日         | サブタイトル | 演出     | 視聴率 |
| ---------------------------------------------------------- | -------------- | ------------ | -------- | ------ |
| 第一回                                                     | 1987年10月09日 | 再会         | 生野慈朗 | 23.6%  |
| 第二回                                                     | 1987年10月16日 | 揺れる心     | 生野慈朗 | 26.6%  |
| 第三回                                                     | 1987年10月23日 | 迷路         | 生野慈朗 | 27.4%  |
| 第四回                                                     | 1987年10月30日 | 昔の夢       | 清弘誠   | 28.2%  |
| 第五回                                                     | 1987年11月06日 | 新しい恋     | 清弘誠   | 28.9%  |
| 第六回                                                     | 1987年11月13日 | 地球滅亡の日 | 生野慈朗 | 29.0%  |
| 第七回                                                     | 1987年11月20日 | 清洲橋       | 生野慈朗 | 30.8%  |
| 第八回                                                     | 1987年11月27日 | 妊娠         | 清弘誠   | 32.3%  |
| 第九回                                                     | 1987年12月04日 | 嘘           | 清弘誠   | 32.3%  |
| 第十回                                                     | 1987年12月11日 | 二人         | 生野慈朗 | 33.8%  |
| 最終回                                                     | 1987年12月18日 | 離さない     | 生野慈朗 | 36.6%  |
| 平均視聴率 30.0%（視聴率は関東地区・ビデオリサーチ社調べ） |                |              |          |        |

- 最終話に記録した視聴率36.6%は金9枠における史上2位の視聴率を記録した（金9枠全体での最高視聴率は1977年6月放送の『赤い激流』最終話の37.2%である）。また第1話から最終話まで一度も視聴率を落とすことがなかった。
- 関西地区での最高視聴率は、最終回の41.6%。

## 特別番組
- 本編終了後、出演者7人による裏話やNGシーンを集めた『男女7人秋物語評判編 さんちゃんしーちゃんなんでもトーク!7人再会!!』が放映された。舞台は貞九朗のマンションで、放映時期は最終回終了後から3か月以上経った翌年1988年4月1日だった[7][8]。

## 他作品への影響
- 第4回放送日である1987年10月30日放送の『森田一義アワー 笑っていいとも!』（フジテレビ）の1コーナー「さんま・タモリの喋っちゃいまホー」で上述の良介の髪の毛が伸び縮みする件に関してさんまが言い訳を述べていた。
- 1987年12月5日放送の『オレたちひょうきん族』（フジテレビ）の中で、「男女7人冬物語・きのうの続き“裏話”」を放送している[9]。ひょうきん族内では、9話+10話としている。「きのう」とは、12月4日放送の第九回「嘘」の回である。良介役=さんま、貞九郎役=鶴太郎は同じだったが、高木役を渡辺正行が、桃子役、一枝役、ひかる役、美樹役を山田邦子が、健役をラサール石井が、波子役を石井めぐみが、桃子の父親役[注 5]をビートたけしが、沖中品子役をウガンダ・トラが演じている。OPは本家と同じ「SHOW ME」からのカウントダウンで始まり、貞九郎の部屋や荒三丸の家、健のマンション、バー「ホットキャロット」や船の甲板もほぼ同じに再現されていた。BGMもシャカタクが使用されている。また「緑山じゃ言えないけどお前(さんま)としのぶさんは出来ているだろ」とか「宏美さんと山下真司は仲が悪いよなあ」「(鶴太郎に対し)休憩時間中に手塚理美さんへ近藤正臣のマネをして笑わせ口説こうとしているだろ」などネタを行っている。村上ショージが石井明美「CHA-CHA-CHA」を口ずさんだりしている。
- 同じ明石家さんまが主演している『心はロンリー気持ちは「…」』シリーズの中では以下のようなパロディが出ている。
  - 1986年9月25日放送のパートIVでは、大竹しのぶと柳葉敏郎が出演している。大竹しのぶは清洲橋桃子役で、清洲橋の上で「大っ嫌い！」と叫ぶシーンがある。ちなみに放映日は夏物語最終回（1986年9月26日）の前日であった。
  - 1987年10月2日のVIでは、賀来千香子が出演。空港の下りエスカレーターで、夏物語最終回の桃子のように手を振りながら下って行くシーンがある。
  - 1988年5月13日放送のVIIでは、大竹しのぶと岩崎宏美が出演。明石家さんまと関わった恋人同士役が共演している。岩崎宏美は、敬礼のポーズや荒三丸で着ていたジャンパーを羽織っている。
  - 1997年2月21日のXでは、離婚後初めて明石家さんまと大竹しのぶが共演。幽霊役で出演している。
- 2017年4月10日放送の『さんタク』で木村拓哉と共に聖地巡礼と称して清洲橋を訪れた。船の上からさんまは白いマンションを指して「ここに住んでいる設定で、ロケもここで行った。(別方向を指して)桃子のマンションもこっちの方にある」と言っているが、実際は良介が住んでいたのは隣の茶色いマンションであった。番組内では隅田川を木村拓哉の『ロングバケーション』と「秋物語」のロケ地として紹介されたが、当然『夏物語』のロケ地でもある[10]。